# Isartor

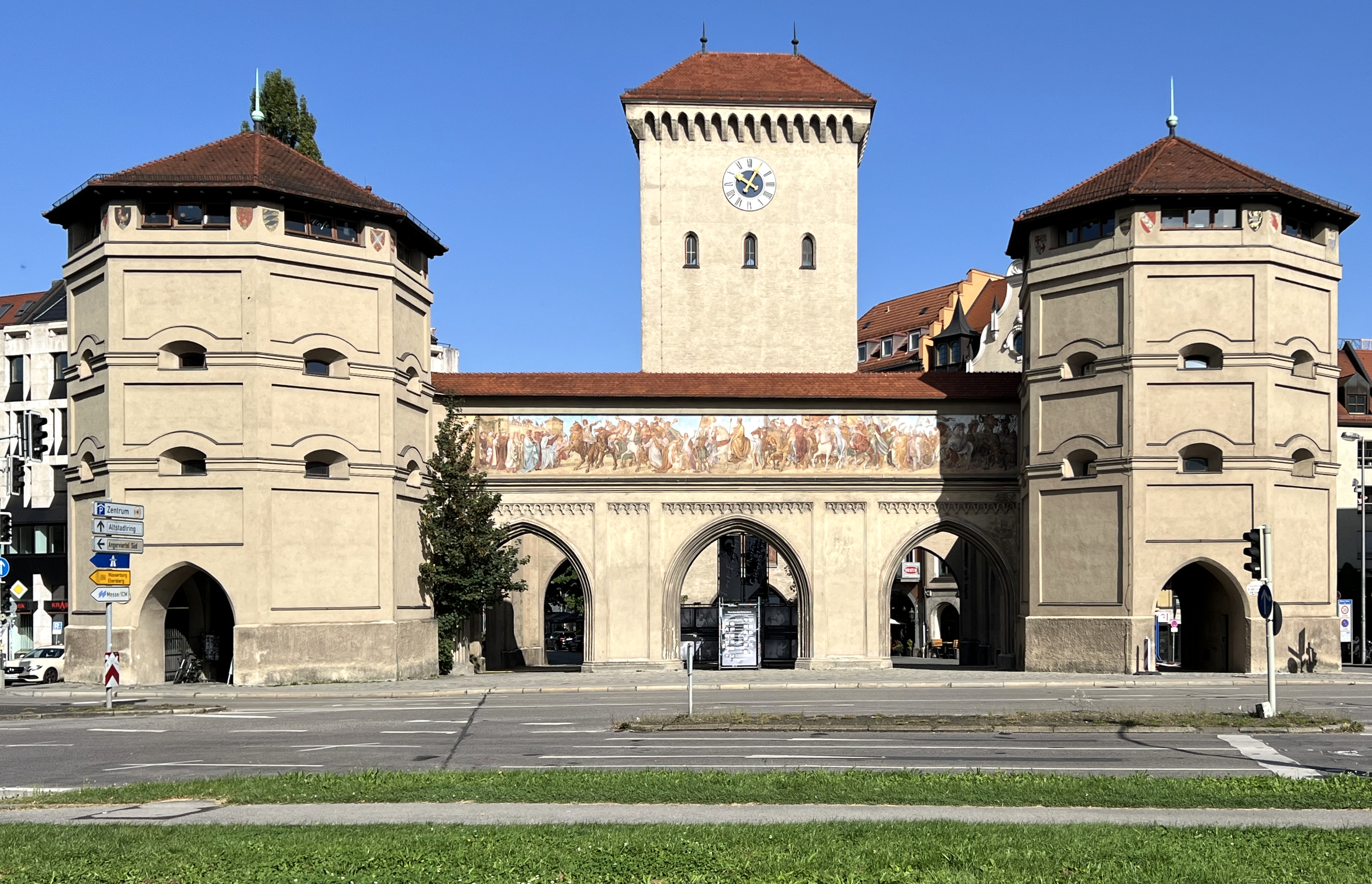
Isartor München, 2024

Das Isartor ist das östliche Stadttor der historischen Altstadt von München. Es wurde 1337 erbaut und von 1833 bis 1835 durch Friedrich von Gärtner im neugotischen Stil restauriert. Das Wandfresko fügte Bernhard Neher 1835 hinzu. In den Flankentürmen befindet sich seit 1959 das Valentin-Karlstadt-Musäum.

## Lage
Das Isartor (Tal 50) steht auf der Grenze zwischen Graggenauer Viertel und Angerviertel am östlichen Ende der Straße „Tal“, die Teil der Salzstraße und damit der Ost-West-Magistrale der historischen Altstadt ist. Damit trennt das Isartor die historische Altstadt von der Isarvorstadt und dem Lehel. Vor dem Isartor befindet sich der Isartorplatz, heute Teil des Altstadtringes.

## Geschichte und Gebäude

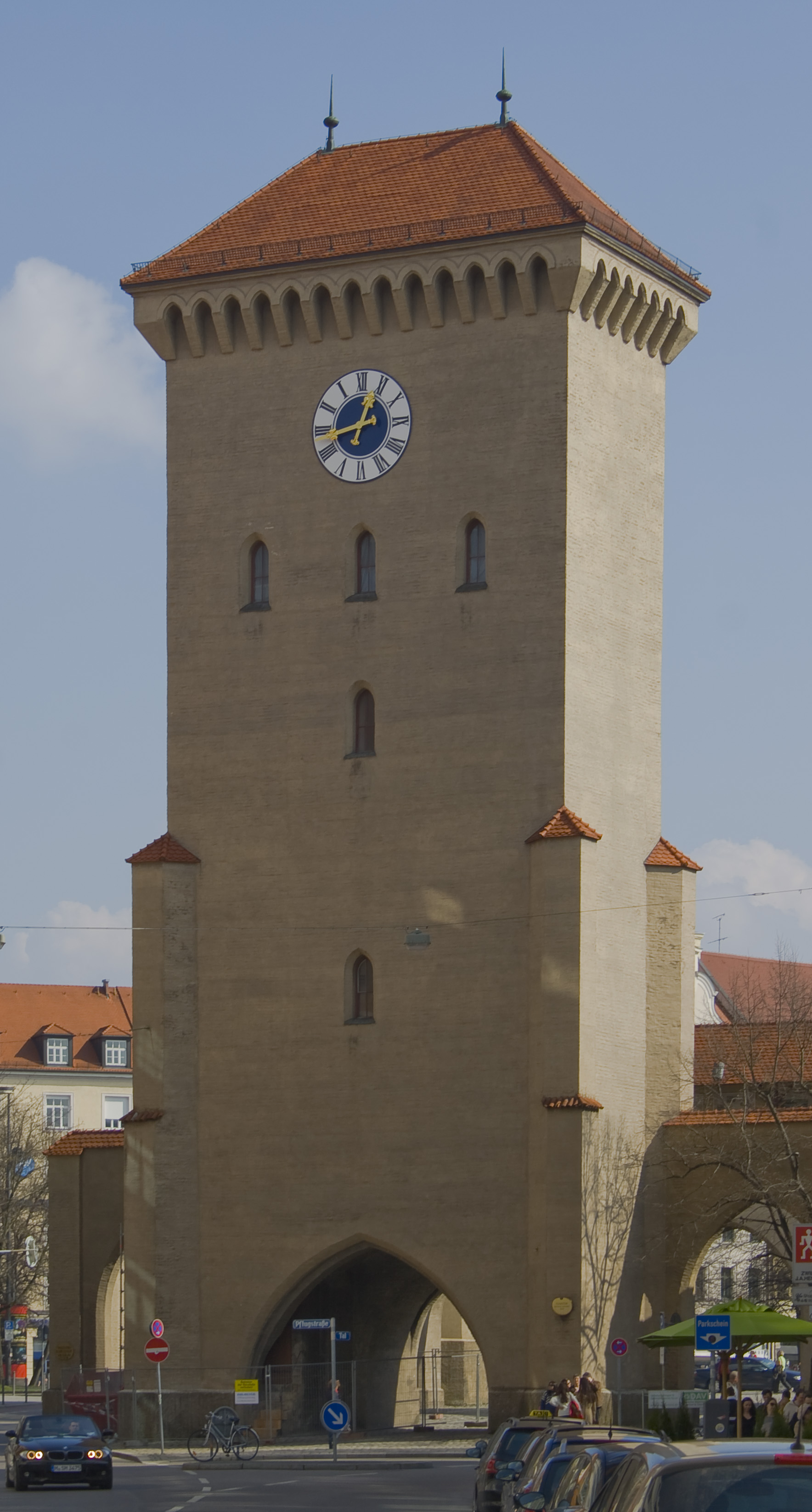
Der Hauptturm vom Tal aus gesehen mit entgegengesetzt laufender Uhr

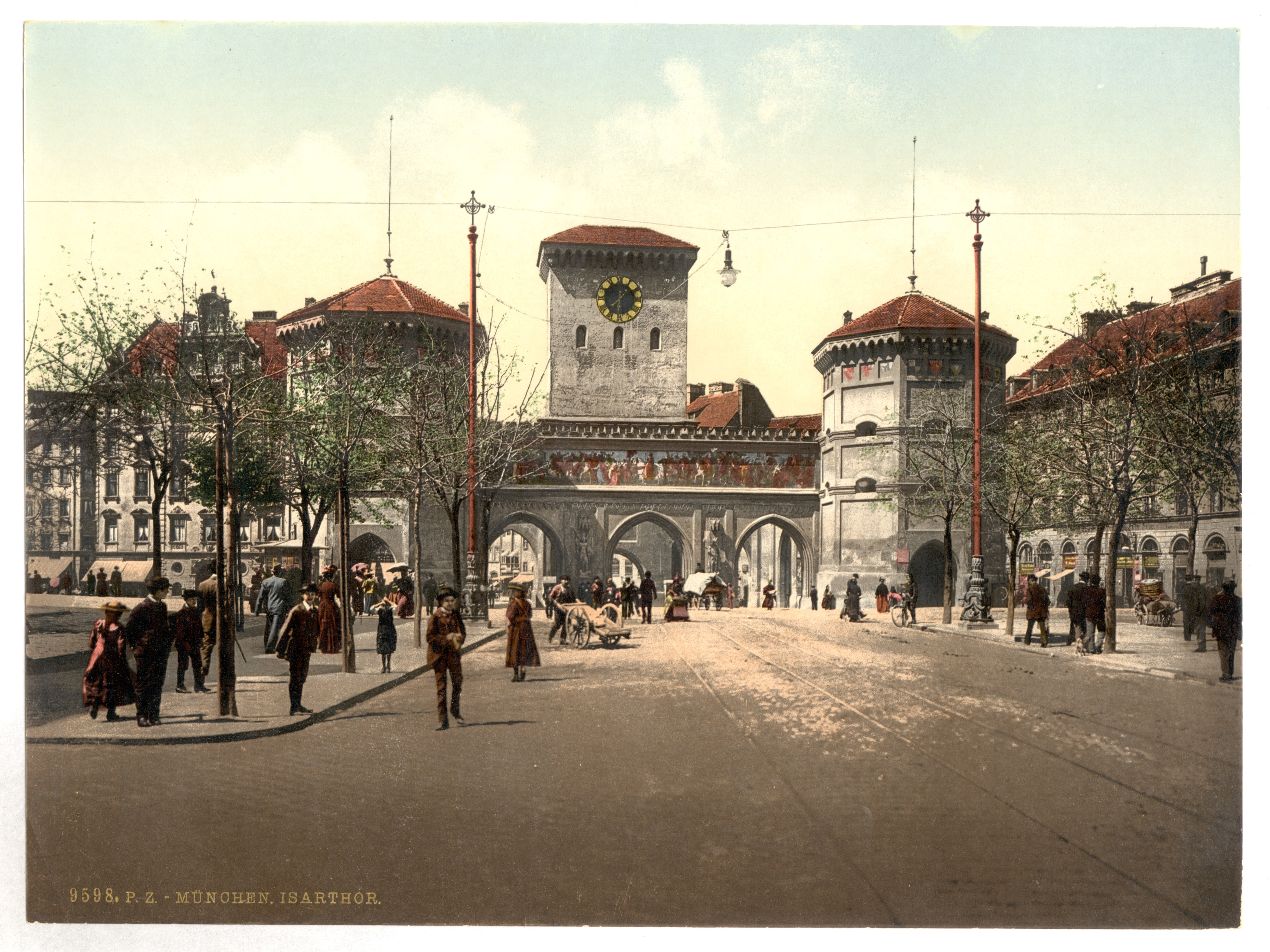
Das Isartor mit angrenzender Bebauung (um 1900). Hier verläuft heute der Altstadtring.

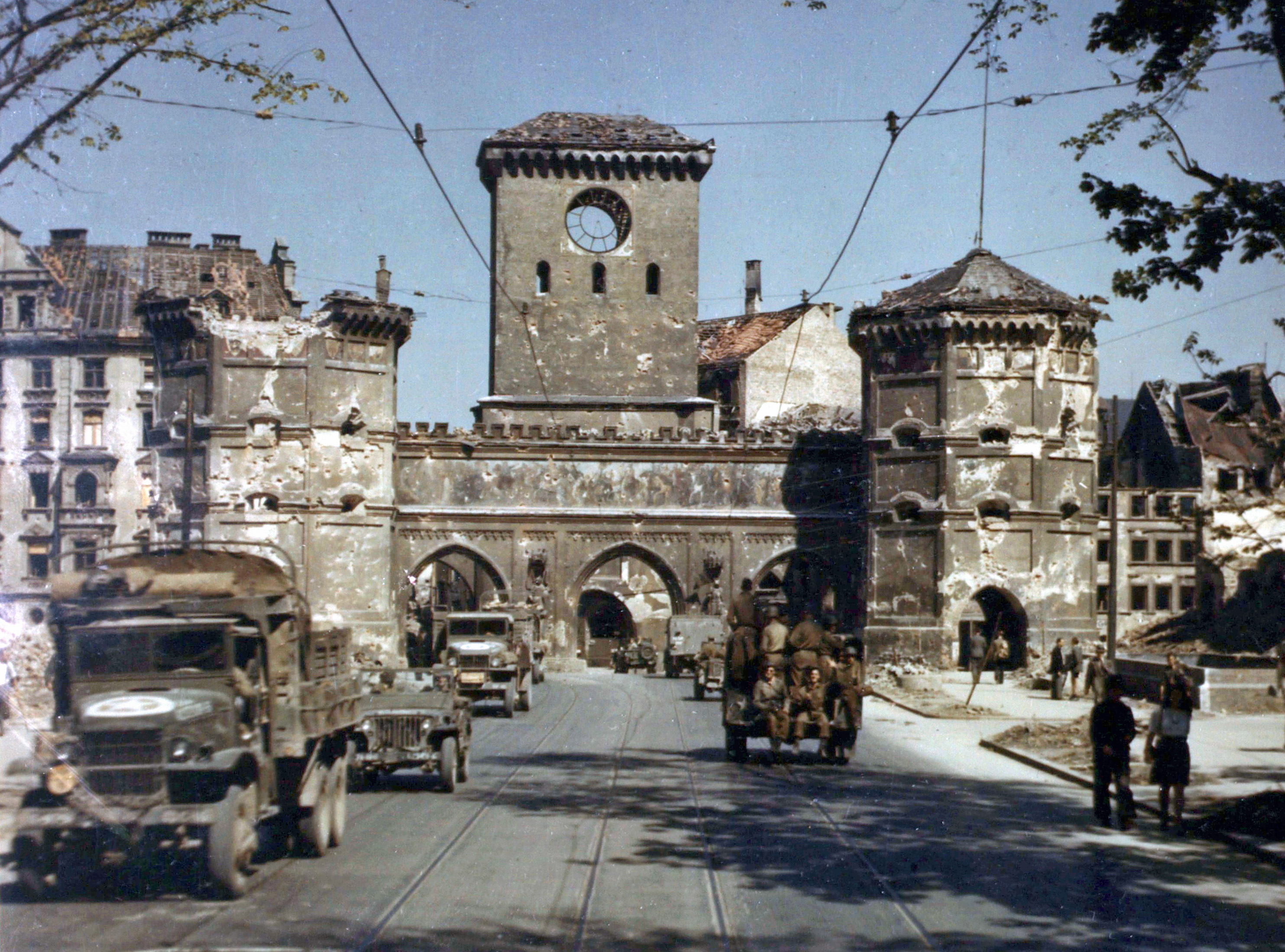
Kriegsschäden im Juni 1945

Im Rahmen der großen Stadterweiterung durch Ludwig den Bayern entstand von 1285 bis 1347 eine zweite Stadtmauer, in deren Rahmen als letztes Stadttor das Isartor entstand. Mit dem Isartor waren die Festungsarbeiten für die notwendige Verteidigung der „Äußeren Stadt“, wie die Stadterweiterung genannt wurde, abgeschlossen.
Das 1337 fertiggestellte Tor bestand aus einem ca. 40 m hohen Torturm. Erst bei dem Bau der Zwingermauer wurden dem Torturm die beiden flankierenden Seitentürme als Barbakane vorgesetzt.
Das Isartor ist fast vollständig erhalten. Als einziges der Münchner Stadttore besitzt es heute noch den Hauptturm, der als Mittelturm die gesamte Anlage überragt. Ebenso sind die Flankentürme und der Mauerhof zwischen Hauptturm und Flankentürmen erhalten. Die Mauer zwischen den Flankentürmen hat heute drei gleich große Toreingänge anstelle des ursprünglichen großen Torbogens mit zwei kleineren Seiteneingängen. Im Ostteil des Mauerhofs befindet sich eine Balustrade zum Hof hin.
Das Isartor war sozusagen der Haupteingang der Stadt von der Salzstraße her. Hier zogen unter anderem 1491 der römisch-deutsche König Maximilian I. (HRR), 1530 Kaiser Karl V. (HRR) und 1632 König Gustav II. Adolf von Schweden in die Stadt ein. 1811 entstand das Isartortheater neben dem Tor. Zu Beginn des 19. Jahrhunderts hatte der Stadtrat bereits den Abbruch des Isartors beschlossen und die Mauern des Hofs zwischen Hauptturm und Flankentürmen abgerissen. Seine Erhaltung verdankt das Tor König Ludwig I., der 1833 Friedrich von Gärtner mit der Wiederherstellung des Isartors in historischer Form beauftragte.
Im Rahmen dieser Wiederherstellung wurden auch die Wappenbilder an den Flankentürmen sowie die Historienwandfresken außen an der Binnenmauer über den Toreingängen angebracht, die den Siegeszug Kaiser Ludwigs des Bayern nach seiner Schlacht bei Ampfing im Jahre 1322 zeigen. Die Wappen an den Flankentürmen stammen von den Verbündeten Ludwigs in dieser Schlacht.
Der Mittelturm erhielt 1860 eine Uhr, die ursprünglich für den Mittelturm des Karlstors vorgesehen war, nach dessen Zerstörung durch eine Schwarzpulverexplosion aber dann für den Mittelturm des Isartors verwendet wurde.
Im Jahre 1888 wurden im Rahmen des Baus der Altstadtstrecke der Straßenbahn München die beiden seitlichen Tore der Mauer vergrößert, so dass die Straßenbahn hindurchfahren konnte.
Während des Zweiten Weltkrieges wurde das Isartor 1944 schwer beschädigt. Von 1946 bis 1957 wurde seine Wiederherstellung, die sich auf die notwendigsten Arbeiten zur Sicherung beschränkte, zunächst abgeschlossen. Daher blieben erhebliche Baumängel, Kriegsschäden waren zum Teil nur notdürftig ausgebessert worden. Ebenso wurde eine einfache Turmuhranlage nach Stil der Einheitsbahnhofsuhren eingebaut. Nachdem sich die Wappen ursprünglich zu jeweils acht Dreier-Gruppen (48 Wappen) an den Seiten der Türme befanden, wich durch diese Restaurierung ein jeweils mittleres der Wappen einem Fenster. Heute nicht mehr, aber vor 1945 durch ein Wappen am Isartor vertreten gewesen sind wohl die Herren von Kürn, Guteneck, Nabburg, Uttling, Eggmühl, Lengfeld, Raidenbuch, Pfeffenhausen, Hohenrain, Moosbach, Reicheneck, Lentersheim, Sparneck und Rosenberg.
1971/72, nach Aufgabe des Straßenbahnverkehrs durch das Isartor, wurde eine Sanierung des Isartors durchgeführt, die das mittelalterliche Erscheinungsbild wieder stärker zur Geltung gebracht hat und manche Entscheidungen der Wiederherstellung von 1833 korrigierte. So wurde 1971 die komplette Turmuhrenanlage mit den zwei Glaszifferblättern und Zeigerpaaren im Zuge der Sanierung des Isartors demontiert und anschließend nicht wieder installiert.
Am 4. November 2005 wurde am Hauptturm wieder eine große Uhr angebracht. Auf der Westseite ist das Zifferblatt spiegelbildlich, entsprechend laufen die Zeiger (absichtlich) entgegengesetzt, um an Valentin bzw. an Bayern zu erinnern (Willy Brandt: „In Bayern gehen die Uhren anders“). Zur Ostseite zeigt die Uhr die Zeit im üblichen Uhrzeigersinn.
Das von Bernhard von Neher in der ersten Hälfte des 19. Jahrhunderts am Isartor gemalte Fresko zeigt ganz links die hohe Geistlichkeit, vorangehend Magistrat und Syndikus. Daneben zu Pferde der Herold, der sich zur Festmusik und den ‚Blumenstreuende[n] Frauen und Jungfrauen‘ hinwendet. Der Reichsbannerträger hält die Zügel des Pferdes auf dem Ludwig dem Bayer sitzt. Ihm folgen, jeweils zu Pferde, Herzog Otto von Niederbayern und die sich gegenseitig anblickenden Kurfürst Balduin von Trier und Herzog Heinrich von Landshut. Ihnen wiederum folgen König Johann von Böhmen und Burggraf Friedrich von Zollern, auch auf Pferden. Ihnen folgen auf Pferden die Bannerträger von K. Johann von Böhmen und Burggraf Friedrich von Zollern. Im Hintergrund des letzteren Bannerträgers sind der Bannerträger der Grafen v. Hohenlohe und der Ritter Conrad von Schlüsselberg mit einem sein Wappen abbildendem Schild abgebildet. In deren Vordergrund, zu dritt nah beieinander stehend sind der besiegte König Friedrich der Schöne, mit Federhelm der Marschall von Pillrichsdorf und mit Flügelhelm Hector von Trautmannsdorf. Dahinter steht Albrecht von Rindsmaul mit einem großen, sein Wappen abbildendem Schild. Ein Streitgenosse Friedrichs des Schönen hält die Zügel von zwei leicht ansteigenden Pferden, und am rechten Bildrand sind die Münchner Bäcker abgebildet, die die Siegestrophäen Schwert und Helm des gefangenen Friedrich tragen. Das Fresko wurde im Jahr 1881 von Paul Wagner und Gottfried Boos unter Beratung des Chemikers Keim in Mineralfarben originalgetreu restauriert. Weitere Restaurierungen des Freskos erfolgten 1911 durch J. Widmann, 1954 durch Toni Roth und schließlich 1971/72 durch die Polnischen Staatlichen Werkstätten für Denkmalpflege (PKZ).

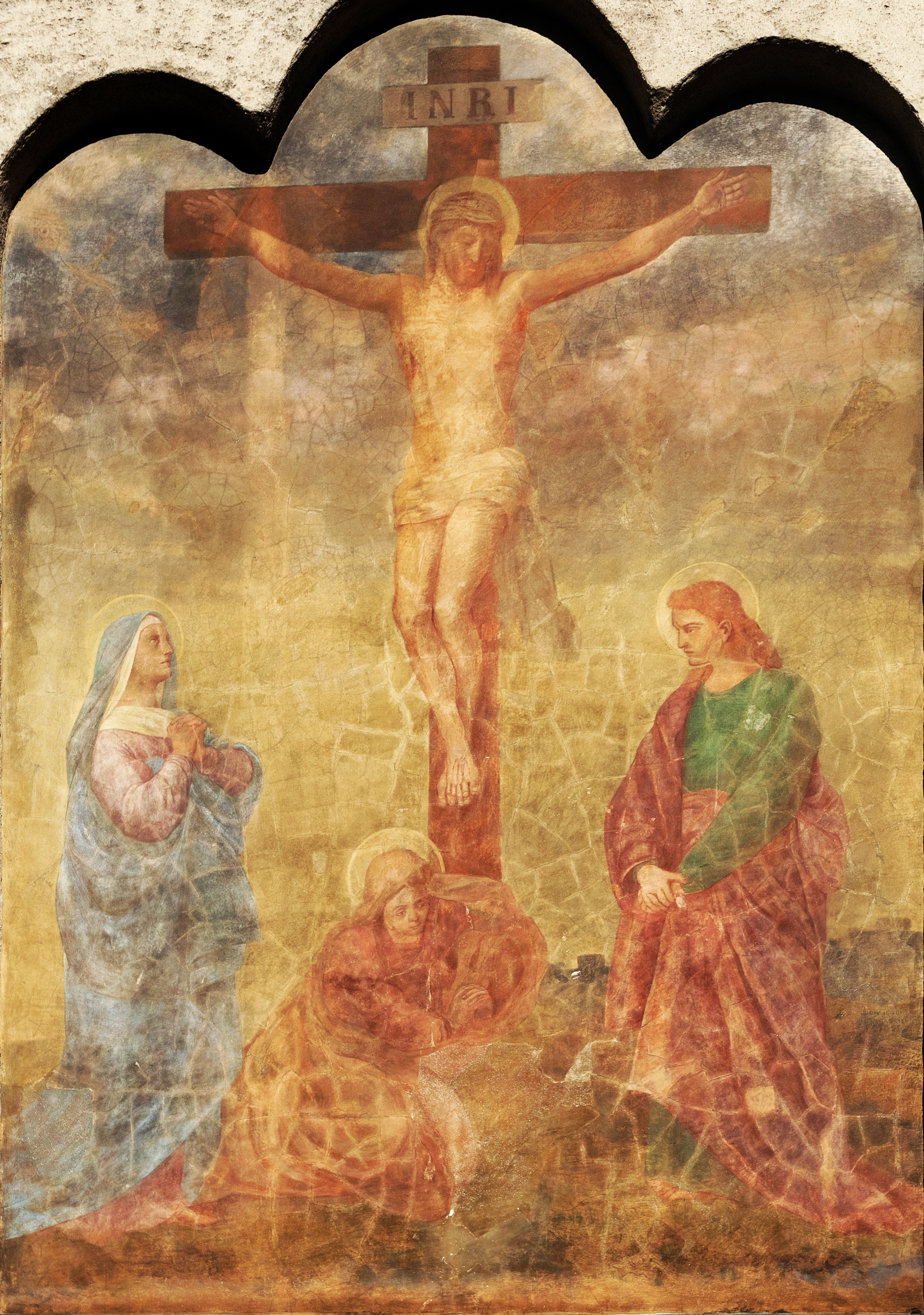
Fresko mit Kreuzigungsgruppe an der südöstlichen Seite des Turmes

An der südöstlichen Seite des Turmes befindet sich ein weiteres Fresko mit einer Kreuzigungsgruppe.

## Reste der Stadtbefestigung

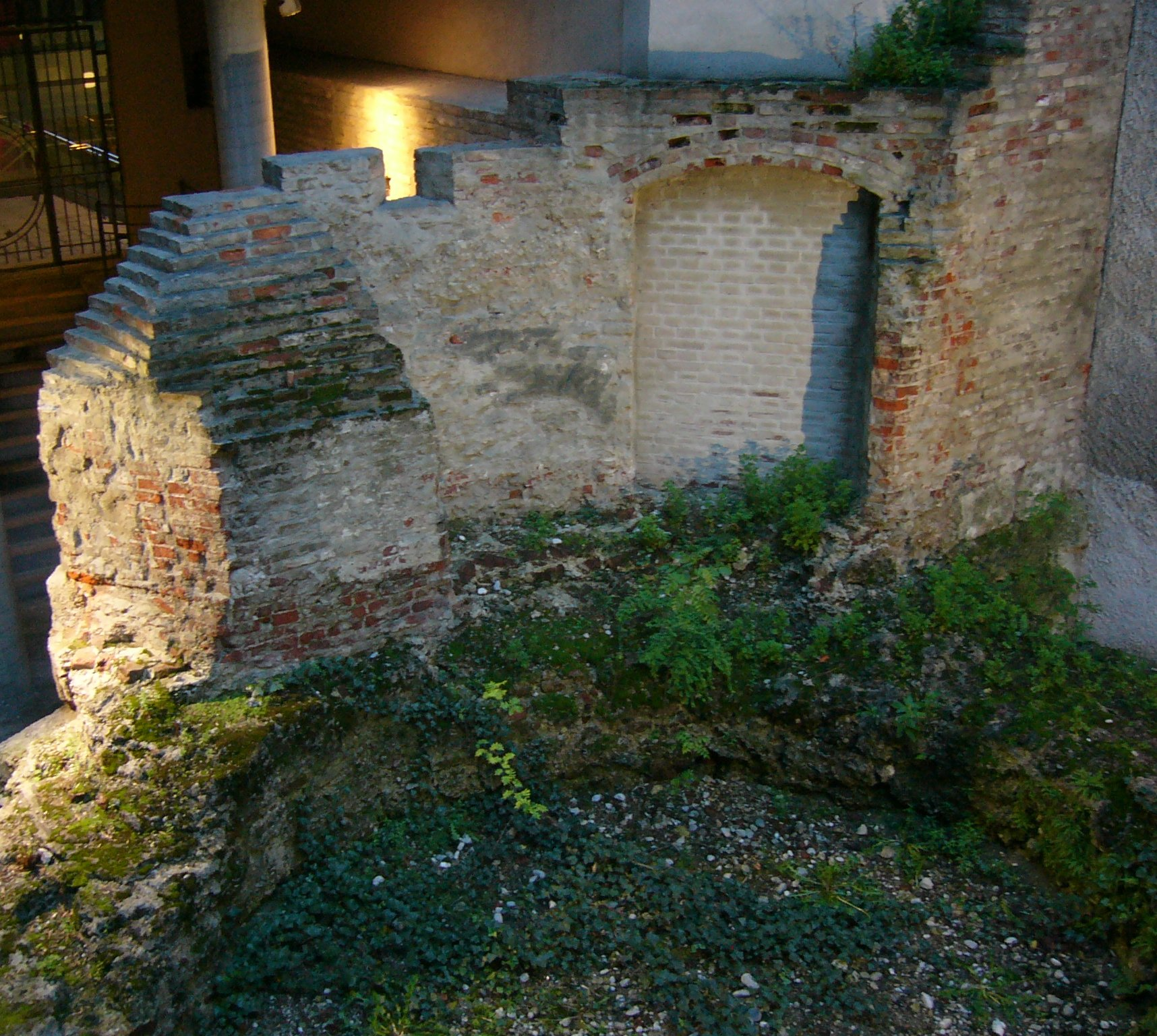
Ruine des Prinzessturms

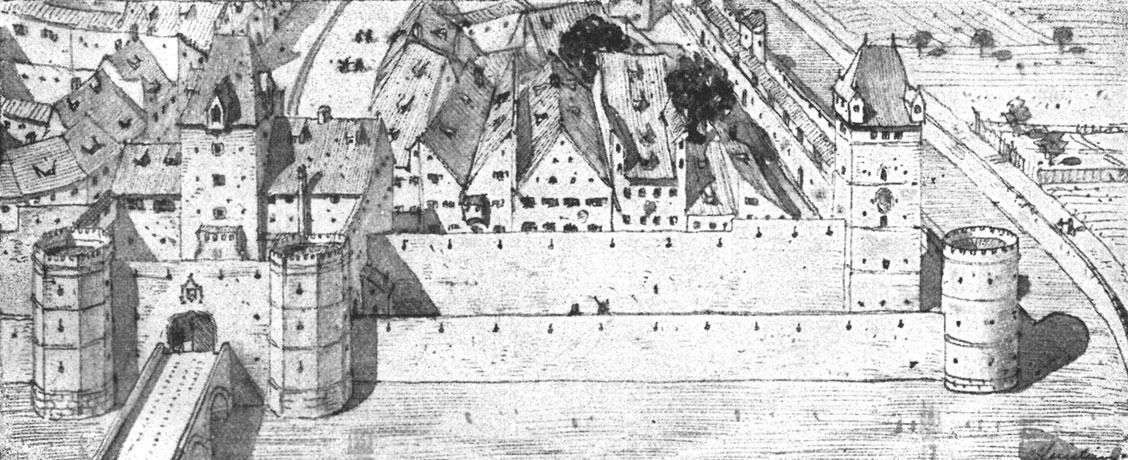
Isartor (links) über die Stadtmauer mit dem Wachturm Lueg ins Land (rechts) verbunden; diesem vorgesetzt, der über die Zwingermauer verbundene Prinzessturm. (Steinlein)

Beim Bau des neuen Verwaltungszentrums Isartorplatz der Stadtsparkasse München am Thomas-Wimmer-Ring nördlich des Isartors sind Mitte der 1980er Jahre Reste der Stadtmauer sowie die Grundmauern des Prinzessturms entdeckt worden, die heute öffentlich zugänglich sind. Ebenso sind in der Marienstraße Reste der Stadtmauer und des Wachtturms Lueg ins Land in Häusern eingebaut, die teilweise die Fliegerangriffe 1944 überstanden haben.

## Nutzung

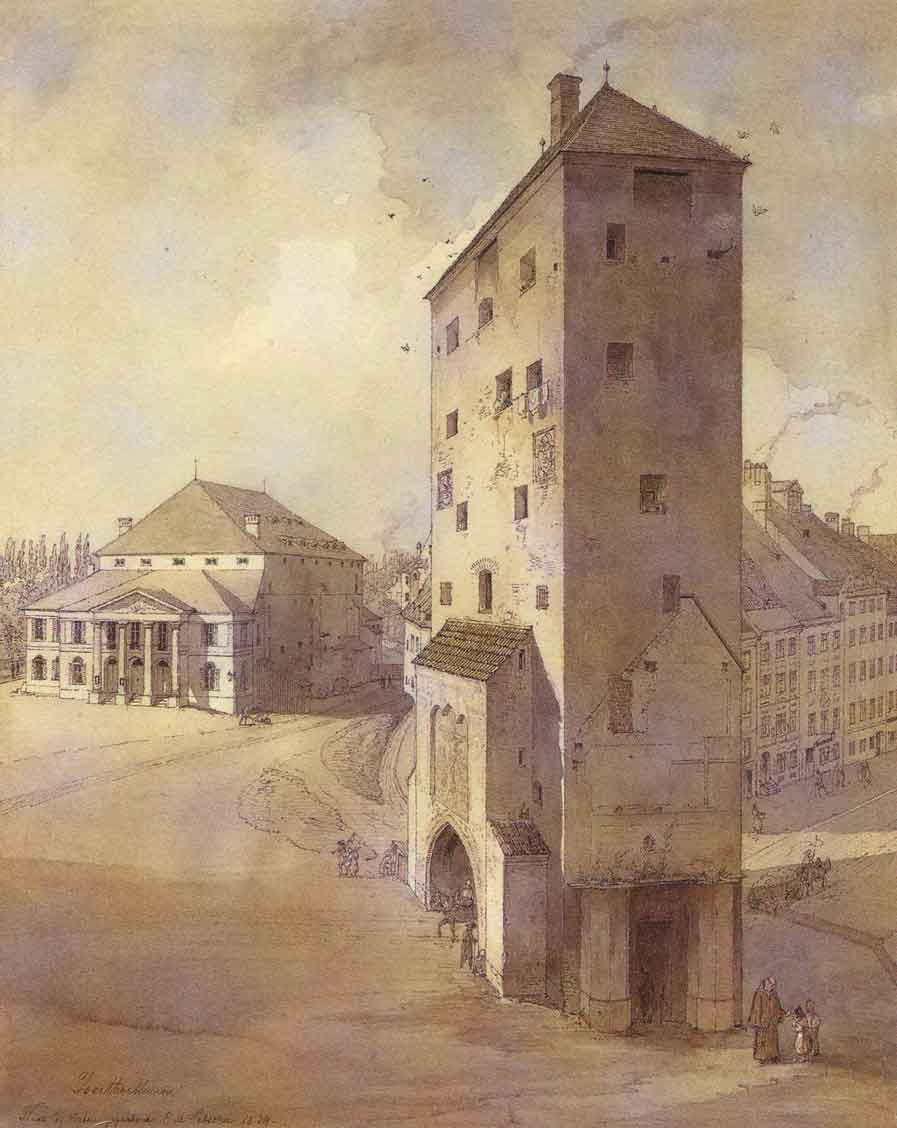
Isartortheater (li.) und Isartor (re.), Gemälde von Carl August Lebschée, 1829

Seit 1959 befindet sich in den beiden Flankentürmen das Valentin-Karlstadt-Musäum, wo auch das Café Turmstüberl eingerichtet wurde.

## S-Bahn, Tram und Bus am Isartor
Das Isartor ist auch Namensgeber für den S-Bahnhof Isartor, der Teil der S-Bahn-Stammstrecke ist, und die Bus- und  Tramhaltestelle Isartor der MVG.